# یاغی (فیلم ۲۰۲۲)
یاغی (به انگلیسی: Rebel) یک فیلم درام محصول سال ۲۰۲۲ به نویسندگی و کارگردانی عادل العربی و بلال فلاح با بازی ابوبکر بنسایحی، لوبنا آزابال، امیر الاربی، تارا عبود و یونس بواب است. این فیلم بر روی تصویر یک خانواده مسلمان متمرکز است که به خاطر آینده جوانترین عضوش از هم پاشیده شده‌است.
این فیلم اولین نمایش جهانی خود را در جشنواره فیلم کن ۲۰۲۲ در ۲۶ مه ۲۰۲۲ داشت و در ۳۱ اوت ۲۰۲۲ در فرانسه و در ۵ اکتبر ۲۰۲۲ در بلژیک اکران شد. در دوازدهمین جوایز ماگریت چهار نامزدی دریافت کرد، از جمله بهترین بازیگر مرد و بهترین بازیگر زن.

## داستان
کمال واساکی خواننده رپ جوان بلژیکی با الاصل مراکشی است. او تصمیم گرفت به عنوان داوطلب برای کمک به قربانیان جنگ به رقه در سوریه برود. خانواده او در مولنبک ماندند. نسیم، برادر کوچکتر کمال، بسیار تحت تأثیر برادر بزرگترش قرار می‌گیرد و می‌خواهد به او ملحق شود. سپس یکی از نیروهای داعش به سراغ این جوان می‌رود. لیلا، مادر کمال و نسیم، سعی می‌کند پسر خردسالش را نجات دهد. از سوی دیگر کمال در میانه درگیری گرفتار می‌شود و مجبور است برخلاف میل خود به یک گروه مسلح بپیوندد.